# Carolyn Maloney

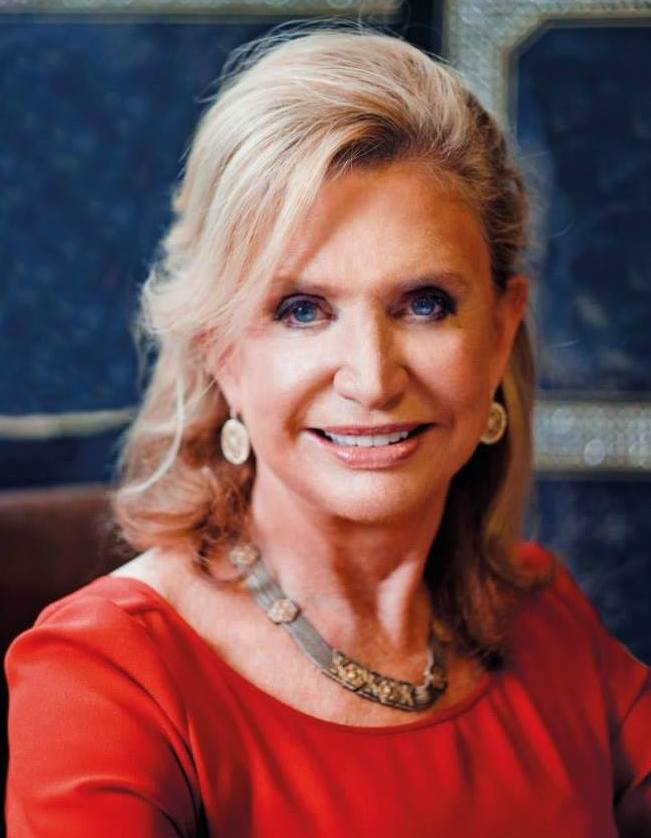
Carolyn B. Maloney 2017.

Carolyn Bosher Maloney, född 19 februari 1946 i Greensboro, North Carolina, är en amerikansk demokratisk politiker. Hon representerar delstaten New Yorks fjortonde distrikt i USA:s representanthus sedan 1993, vilket ändrades till trettonde distrikt 2013.
Maloney utexaminerades 1968 från Greensboro College. Hon flyttade till New York och anställdes av skolstyrelsen. Hon var ledamot av New York City Council 1982-1992.
Maloney besegrade sittande kongressledamoten S. William Green i kongressvalet 1992. Hon har omvalts åtta gånger.
Maloney är presbyterian. Hon och maken Clifton har två döttrar: Christina och Virginia.